# Francesc de Villalonga i Fortuny
Francesc de Villalonga i Fortuny (Palma, 17 d'agost de 1661 - Madrid, 23 de maig 1740, I comte de la Cova per privilegi del rei Carles II de Castella (Reial Decret de 22/8/1691 i Real despatx de 20/8/1693), fou cavaller de l'ordre de Calatrava (1690) i mestre de camp dels reials exèrcits. El seu fill fou Jordi de Vilallonga i de Velasco, II comte de la Cova i Virrei de Nova Granada.